# كوسفلد
كسفلد (بالألمانية: Coesfeld) هي بلدة ألمانية تقع في ألمانيا في كوسفلد. يقدر عدد سكانها بـ 36,660 نسمة .

## المدن التوأمة
مدن دي بيلت و Plerguer هي مدن توأمة لـكسفلد.

## أعلام
- ريتشارد جوزيف أوديت
- رودلف ولترز
- كارل شتاينبرغ
- آن كاثرين إميريش